# Leon Liljequist
Leon Liljequist, född Karl Gustaf Leonard Liljeqvist 15 juli 1903 i Skövde, död 8 augusti 1980 i Farsta, var en svensk kompositör, textförfattare, sångare (joddling) och musiker (trumpet). 
Liljequist var från 1939 ledare för Leon Liljequists tyrolerkapell och blev känd som Den joddlande trumpetaren

## Diskografi i urval
- Dina blåa ögon lova mer än dina röda läppar ge, med Dansorkestern
- Yes sir, no sir, med Dansorkestern
- Silverljus (Moon at the sea), med Grands orkester
- Hej på dej du gamla Tyrolare, med Dansorkestern
- Rialajazz, med Dansorkestern
- Säg mig godnatt, med Leon Liljequist, trumpet och Waldimirs orkester
- Den vandrande joddlaren, med Leon Liljequist tyrolerorkester
- Tyrolervals, med Elof Ahrle - Leon Liljequist (joddling) och Sven Arefeldts orkester
- Skratta och vissla, med Frej Rosén vissling och Sven Arefeldts orkester

## Filmmusik
- 1952 – Åke klarar biffen

## Filmografi roller
- 1940 – Lillebror och jag